# Ranunculus cadmicus
Ranunculus cadmicus är en ranunkelväxtart som beskrevs av Pierre Edmond Boissier. Ranunculus cadmicus ingår i släktet ranunkler, och familjen ranunkelväxter. Inga underarter finns listade i Catalogue of Life.